# Consolatio
Consolatio is het Latijnse woord voor vertroosting.
In de regel wordt met de term consolatio, in de literatuur van de oudheid, verwezen naar een troostgeschrift, bedoeld voor een of andere dierbare of bevriende bestemmeling. Meestal stond de consolatio in verband met een sterfgeval in de naaste omgeving van de bestemmeling, soms ook met ballingschap, gevangenschap of een ander onheil. Het genre maakt veelvuldig gebruik van conventionele middelen tot vertroosting.

## Geschiedenis
In de Griekse literatuur werd de consolatio tot literair genre verheven door Crantor van Soli in zijn veelgelezen geschrift Περὶ πένθους / Perì pénthous (d.i. "Over de rouw"'), gericht aan een zekere Hippocles bij het tragische verlies van diens kinderen.
Cicero introduceerde de consolatio in de Latijnse literatuur, onder meer door zijn op Crantor geïnspireerde, grotendeels verloren gegane De Consolatione, Epistulae ad familiares 5. 16 en 18 en 6. 1.
Het genre bereikte een hoogtepunt met Seneca de Jongere met zijn geschriften Ad Marciam, Ad Polybium, Ad Helviam matrem, en de Epistulae 63, 81, 93, 99 en 107.
De zogenaamde Consolatio ad Liviam, een uit 237 elegische disticha (dus 474 verzen) bestaand Latijns troostdicht, is gericht aan Livia, echtgenote van keizer Augustus, bij de dood van haar zoon Drusus (in 9 v.Chr.). Het werk wordt door de handschriften ten onrechte toegeschreven aan Ovidius, aan wie de anonieme auteur wel zeer veel heeft ontleend. Hij doet het voorkomen alsof hij zich onmiddellijk na Drusus’ dood tot zijn moeder Livia wendt. In werkelijkheid moet het gedicht enige decennia later worden gedateerd, volgens sommige onderzoekers zelfs na de Consolationes van Seneca. Ook de theorie dat de auteur dezelfde zou zijn als die van de pseudo-Vergiliaanse elegieën op Maecenas heeft tot nog toe weinig bijval gevonden.
De christelijke consolatio (Ambrosius, Hiëronymus, Paulinus van Nola, ...) bracht nieuwe, vooral Bijbelse elementen.
Een bijzondere plaats wordt ingenomen door de Consolatio Philosophiae van Boëthius.